# Youra Livchitz

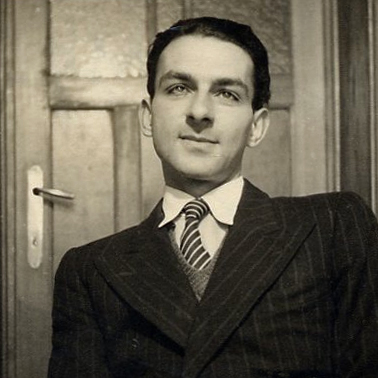
Youra Livchitz in 1943

Youra Livchitz (Kiev, 30 september 1917 - Schaarbeek 17 februari 1944) was een verzetsstrijder tijdens de Tweede Wereldoorlog die best bekend is om de aanval op het Twintigste treinkonvooi.

## Biografie
De ouders van Youra Livchitz, Rachel Mitschnik (geboren 1889) en Schlema Livchitz, afkomstig uit Moldavië, verhuisden in 1910 naar München. Zijn vader haalde er in 1913 zijn diploma geneeskunde. Youra's oudere broer Alexandre werd in München geboren. Tijdens de Eerste Wereldoorlog verhuisde de familie naar Kiev.
Na de scheiding van Livchitz' ouders in 1928 verhuisde zijn moeder, die aan de Universiteit van Parijs had gestudeerd, met de twee kinderen naar Brussel. Ze zocht er linkse intellectuele en artistieke kringen op en kwam in contact met Hertz Jospa. De kinderen liepen school aan het atheneum van Ukkel, waar ze Robert Leclercq, Robert Maistriau en Jean Franklemon leerden kennen.
In oktober 1935 begon Livchitz geneeskunde te studeren aan de Université libre de Bruxelles (ULB). Hij was, samen met zijn jeugdvriend Robert Leclerq, lid van de Cercle du Libre Examen, waar hij kennis maakte met Richard Altenhoff en Jean Burgers, die tijdens de Tweede Wereldoorlog ook lid zouden worden van verzetsgroep Groupe G.

### Tweede Wereldoorlog
In 1941 sloot de ULB de poorten omdat de universiteit weigerde samen te werken met de Duitse bezetter. Livchitz behaalde alsnog zijn diploma voor een centrale examencommissie.
Het gezin Livchitz frequenteerde in die tijd de schildersschool van Marcel Hastir, ook bezocht door Ilya Prigogine, Paul Delvaux en René Magritte. De school was tegelijk een excuusplek waar jongeren relatief veilig konden samenkomen, en waar ze naar buitenlandse radiozenders konden luisteren, wat verboden was door de Duitsers.
Hertz Jospa richtte in 1942 clandestien het Comité de Défense des Juifs op om Joden te redden van het nazisme. Omstreeks die tijd begon de uitmoording van het Joodse volk (de Endlösung der Judenfrage) stilaan bekend te worden, onder andere door Victor Martin en via ontsnapte gevangen. 
Livchitz werd in die periode actief in het verzet en smeedde het plan een treinkonvooi naar de concentratiekampen te saboteren. Hij legde zijn plan eerst voor aan het Armée belge des partisans, dat het voorstel te gevaarlijk vond. Vervolgens benaderde hij Robert Maistriau en Jean Franklemon, die wel toehapten. Via Robert Leclerc stelde hij zich in verbinding met Richard Altenhoff, het hoofd bewapening van Groupe G, die hem een wapen bezorgde. Het plan voor de aanval op het Twintigste treinkonvooi werd verder doorgenomen in het atelier van Marcel Hastir. De aanval zelf vond plaats op 9 april 1943. Door de actie konden 231 Joden ontsnappen, waarvan 115 definitief. Livchitz en de zijnen werden geïnspireerd door een krantenartikel waarin een Joodse getuige vertelde dat ze was ontsnapt uit het 19e konvooi door uit de trein te springen.
Livchitz werd op 13 mei 1943 gearresteerd door de Gestapo en opgesloten in hun hoofdkwartier aan de Louizalaan. Het is niet duidelijk of hij ontsnapte of werd vrijgelaten, maar Livchitz kwam weer vrij. Hierop trachtte hij met zijn broer te vluchten naar Engeland. Ze werden echter verklikt en gearresteerd op 26 juni 1943, waarna ze werden opgesloten in het Fort van Breendonk.
Zijn broer Alexandre werd op 10 februari 1944 gefusilleerd op de Nationale Schietbaan in Schaarbeek. Youra werd een week later, op 17 februari 1944, geëxecuteerd.